# Turichiquí
Turichiquí fue un rey indígena de Costa Rica, perteneciente a la etnia huetar. Posiblemente fue vasallo del rey Fernando Correque.

## Historia
Turichiquí, quien residía en el valle de Ujarrás, fue el principal caudillo de un gran movimiento de resistencia indígena contra los españoles iniciado en 1568, en el cual participaron las comunidades del Valle del Guarco, Turrialba, Ujarrás, Corrosí y Atirro. En febrero de ese año, Turichiquí invitó al Alcalde Mayor de Costa Rica Pedro Venegas de los Ríos, que residía en la ciudad de Cartago, a visitar su pueblo, para pedirle que señalase tierras donde se poblasen los indígenas de ese valle, que andaban rebelados en los montes y supuestamente querían someterse de nuevo. Venegas de los Ríos, con diez soldados y algunos indígenas de servicio, se trasladó a Ujarrás, y fue muy bien recibido por Turichiquí, quien lo hospedó en su casa y lo invitó a comer. Después de la comida, se ofreció a los visitantes un espectáculo consistente en una danza guerrera, pero durante la presentación un señor indígena dijo algunas palabras en su lengua, los danzantes prorrumpieron en gritos de guerra y salieron otros muchos que estaban emboscados en unos cañaverales a la orilla de un río vecino. Los españoles se defendieron y lograron retirarse a Cartago, no sin que los indígenas lograsen herir de gravedad a dos y matasen a dos mestizos y a varios criados indígenas.
Los indígenas se propusieron atacar Cartago, pero la llegada del nuevo Gobernador Pero Afán de Ribera y Gómez, en marzo de 1568, frustró los planes y permitió mantener el dominio español. Al año siguiente al parecer Turichiquí seguía gobernando en Ujarrás, ya que en el ilegal reparto de encomiendas efectuado por Afán de Ribera se le encomendó al sargento mayor Francisco de Estrada "el valle de Uxarraci y Turichiquí". Estrada murió a manos de los indígenas durante la expedición de Afán de Ribera a la Tierra Adentro.